# John Rackham

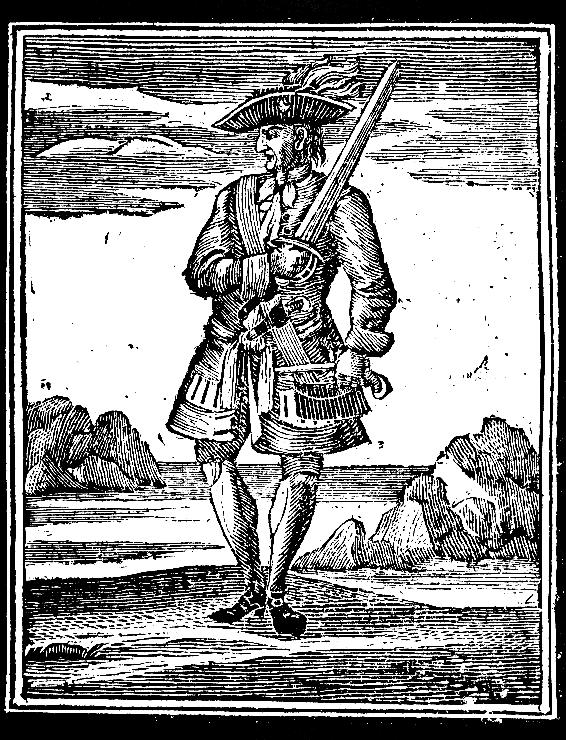
Calico Jack Rackham

Jack Rackham († 18 november 1720), bijgenaamd Calico Jack, was zeeman maar stond bekend als piraat. Zijn bijnaam Calico dankte hij aan de kleurrijke katoenen kleding die hij droeg. Hij werd opgehangen in La Vega op Jamaica.
Calico Jack stond niet zozeer bekend vanwege zijn piraterijdaden maar meer om zijn bijzondere relatie met Anne Bonny en later ook met Mary Read, die zich als man verkleedden, zodanig dat het de mannen op het schip van Calico Jack niet opviel.
Het begon in 1718 toen Rackham onder het bewind van kapitein Charles Vane kwartiermeester was op het schip de Neptune. In de slag op zee met een Franse galei kwamen de mannen in aanvaring met de kapitein die zich niet wilde terugtrekken, waarop de bemanning besloot Rackham als nieuwe leider te kiezen.
Het leven op zee ging gewoon door, totdat hij in 1719 op het eiland Providence Anne Bonny ontmoette, met wie hij een relatie begon. Anne wilde mee de zee op maar kon dat alleen als zij zich verkleedde als man. Na twee maanden van plundertochten in de Bahama's dienden er zich nieuwe bemanningsleden aan, onder wie Mary Read, naar later bleek. Toen Rackham hierachter kwam, vond hij dat wel spannend en zo ontstond er een driehoeksverhouding. Drie maanden later werden ze ingerekend door kaper Jonathan Barnet, wat niet zonder slag of stoot ging. Calico Jack werd met zijn bemanning berecht op 16 november 1720 en de volgende dag opgehangen, bij Gallow Point buiten de stad La Vega. Mary Read en Anne Bonny werden echter vrijgesproken omdat ze beiden in verwachting waren.

## Rackhams piratenvlag

Piratenvlag van Calico Jack

Rackham is mogelijk ook de bedenker van de bekende piratenvlag: twee gekruiste zwaarden en een doodshoofd in het midden. Deze vlag is de meest vertoonde vlag die piraterij symboliseert, vooral de laatste drie decennia door documentaires en films zoals Cutthroat Island en de Pirates of the Caribbean-reeks. In seizoen 4 (2017) van Black Sails wordt in de laatste aflevering voor het eerst door Jack Rackham de nieuwe piratenvlag getoond.

## Trivia
- Volgens de laatste onderzoeken zou Rackham geen kwartiermeester onder Charles Vane geweest zijn maar onder Hywell Vane.
- Schepen waar Rackham de scepter zwaaide waren The Neptune, Treasure, William en de Adventure.
- Rackham komt voor in het videospel Sid Meier's Pirates, Port Royale 3 & Assassins Creed Black Flag.
- Als piratennaam werd die van Rackham gebruikt in de Kuifje-strips De Schat van Scharlaken Rackham en Het Geheim van de Eenhoorn, zijn naam is daar echter niet Calico Jack maar Scharlaken Rackham (Rackham le Rouge).
- Een geromantiseerde Rackham komt ook voor in de tv-reeks Black Sails.